# 윤복희
윤복희(한국 한자: 尹福姬, 본명: 윤복기, 한국 한자: 尹福基 1946년 3월 9일 ~ )는 가수, 작사가, 작곡가, 영화배우, 영화 기획가,  영화음악감독, 뮤지컬 배우이다.
1952년, 뮤지컬 〈크리스마스 선물〉을 통하여 뮤지컬 배우로 데뷔하였고, 1963년 필리핀과 홍콩, 싱가포르를 거쳐 영국, 독일(서독), 스페인, 스웨덴, 미국 등으로 차례차례 건너가다가 1964년, 미국 네바다주 라스베이거스에서 1976년까지 활동하였다. 1967년, 〈웃는 얼굴 다정해도〉라는 곡들외 7곡에 대해 판을 제작하였고 또한 대한민국에 미니스커트를 유행시킨 것으로 유명하다. 1967년 1월 6일 미국에서 잠시 귀국하였을 때 김포국제공항에 도착한 비행기에서 미니스커트를 입고 내려 귀국한 것으로 알려져 있지만, 이는 1996년 신세계의 TV 광고로 인해 생긴 오해이다. 이 미니스커트는 노라 노가 디자인했다고 한다.

## 학력
- 한양여자고등학교 (졸업)
- 서라벌예술대학 무용학과 (중퇴)

## 가족 관계
가족관계로는 싱어송라이터 겸 개신교 목사인 오빠 윤항기(尹恒基)가 있다. 많은 사람들이 오해하기로 윤복희의 남매는 윤항기 1남 1녀로 오해하지만 실제로 윤복희가 SNS에서 남매로는 오빠 윤항기와 현재 개신교 목사인 윤영기가 있고, 언니 윤수현이 있다고 밝혀 실제로는 2남 2녀로 밝혀졌다.

## 결혼과 이혼
1968년 12월에 가수 유주용과 결혼했으나 어린 나이에 결혼한 탓이 있는지 성격과 경제 차이에서 많은 갈등이 있었다고 한다.
그 후로 유주용과 이혼한 후 유주용은 미국으로 이민하였다.
이혼 이후에는 가수 남진과의 스캔들이 터졌는데, 평범한 기사가 잘못 와전되어 윤복희와 남진의 연애 스캔들 기사가 나온 것이다.
결국 1976년에는 가수 남진과 결혼하게 되었는데, 이 과정에서 악성 루머가 터지고 안 좋은 소문이 돌기 시작하자 끝내 1979년에 완전히 이혼하였다.
이 후로는 현재까지 독신 생활을 해오고 있다.

## 미니스커트 사건
윤복희는 우리나라에 미니 스커트를 제일 처음 알린 인물이기도 하다. 그런데 1996년에 신세계백화점이 윤복희의 미니스커트를 소재로 CF를 제작했는데, 1960년대 중반 외국에서 서울로 돌아온 윤복희가 미니스커트 차림으로 비행기에서 내린 뒤에 자동차에 탑승하려고 하자 주변 사람들로부터 미쳤다라는 소리를 듣고 계란 세례를 받는 장면을 페이크 다큐로 촬영한 것이다.
윤복희는 훗날 무릎팍도사에서 "그 일은 사실이 아니다"라고 밝혔는데, 사실 윤복희는 해외 활동 도중 오빠 윤항기와의 연락이 닿지 않아 걱정되는 마음에 1967년 1월 김포국제공항을 통해 일시 귀국하였는데, 사실 계란 세례는 나중에 광고 효과를 위하여 과장되게 한 것이고 오히려 추운 날씨로 미니스커트가 아닌 롱 코트에 트레이닝 바지 차림으로 귀국했다고 한다. 또한, 공항에 내린 직후에 통행금지가 해제될 때까지 기다리다가 새벽 4시가 되어서야 평범히 택시를 타고 서울로 왔다고 한다.
윤복희가 선보인 미니 스커트는 당시 여성들에게 많은 센세이션을 일으키는데, 이 미니 스커트의 영향으로 당시 시대상으로 여성들의 치마가 짧아지는 것을 금기시 하였는데, 미니 스커트가 금기를 넘어서자 정부에서는 급기야 치마를 일정 길이 이하로 못 줄이게 하고 줄자로 치마 길이 단속에 나서는 해프닝이 벌어지기도 하였다.

## 2016년 박근혜 게이트 관련 트위터 사건
윤복희는 2016년 박근혜 대통령의 측근 비리 및 전무후무한 부정 부패 사건에 관련하여 본인의 sns 트위터 계정에
대한민국을 위해 기도합니다. 내 사랑하는 나라를 위해 기도합니다. 억울한 분들의 기도를 들으소서 빨갱이들이 날뛰는 사탄의 세력을 물리처주소서

라는 글을 올렸다. 일부 대중들이 윤복희에게 기도의 대상이 누구인지와 빨갱이라는 단어 그리고 사탄이라는 단어의 해명을 요구하였지만 논란을 풀기엔 한참 부족한 해명만 되풀이 하였다.

## 대표곡
대표곡 '여러분'은 가수이자 작곡가이던 윤항기가 여동생 윤복희를 위해 작곡한 곡으로 알려져있으며 1979년 제3회 서울 국제가요제에서 대상을 수상한 노래이다.
2011년 '나는 가수다' 프로그램에서  임재범가수가  '여러분'을 열창한바있다. 한편 2014년 KBS2 ‘불후의 명곡 - 전설을 노래하다’에서 가수 에일리가 리메이크하여 부른 노래가 호평받은바있듯 윤복희의 '여러분'은 많은 리메이크로도 유명하다.

## 방송
- 1996년 : KBS1 《TV는 사랑을 싣고》
- 2012년 : KBS2 《김승우의 승승장구》

## 같이 보기
- 김시스터즈(The Kim Sisters)